# Adam Cole
Austin Kirk Jenkins (5. července 1989) je americký profesionální zápasník pracující v All Elite Wrestling (AEW), kde vystupuje pod prstenovým jménem Adam Cole. Dále se také proslavil působením ve WWE a Ring of Honor (ROH).
V roce 2009 zahájil svoji kariéru v Ring of Honor, strávil zde osm let. Stal se historicky prvním trojnásobným ROH World šampionem. Později často vystupoval v nezávislých společnostech, jako jsou Chikara, Combat Zone Wrestling (CZW), Pro Wrestling Guerrilla (PWG) a také v New Japan Pro-Wrestling (NJPW).
Mezi lety 2017 až 2021 působil v WWE, vystupoval v rosteru NXT. Během této doby byl vůdcem frakce The Undisputed Era, jehož členy byli Bobby Fish, Kyle O'Reilly a později Roderick Strong. Byl druhým zápasníkem, který získal NXT Triple Crown, dále byl také prvním NXT North American šampionem, jednou šampionem NXT Tag Team šampionem a je nejdéle vládnoucím šampionem NXT všech dob.

## Mládí
Narodil se 5. července 1989 v Lancasteru v Pensylvánii a vyrůstal v nedalekém Manheimu. Má mladšího bratra. Jeho rodiče se rozešli, když mu bylo 10 let. Jako dítě chodil na karate. Ve wrestlingu soutěžil už na střední škole v Manheimu, než ukončil poslední ročník, aby mohl začít pracovat, aby mohl zaplatit svůj wrestlingový trénink.

## Osobní život
Je ve vztahu s kolegyní profesionální zápasnicí Britt Baker. Začali spolu chodit v roce 2017, když žili v Pensylvánii, seznámili se pomocí aplikace Bumble.
Uvádí Shawna Michaelse jako svou inspiraci a Stone Cold Steve Austin jako zápasníka, který ho přivedl k profesionálnímu wrestlingu. Mezi jeho záliby patří potápění.
Na Twitch vysílá na kanále TheCHUGS a na YouTube rovněž pod stejným jménem, TheCHUGS.
Je hratelnou postavou ve videohrách WWE 2K19, WWE 2K20 a AEW Fight Forever.

## Úspěchy
- All Elite Wrestling
  - Blind Eliminator Tag Team Tournament (2023) – s MJF
  - Men's Owen Hart Cup (2022)
  - Dynamite Award (1x)
    - Biggest Surprise (2022) – Adam Cole a Bryan Danielson debutovali
- CBS Sports
  - Feud of the Year (2019) vs. Johnny Gargano
  - Match of the Year (2019) vs. Johnny Gargano v NXT TakeOver: New York
  - Wrestler of the Year (2019)
- Combat Zone Wrestling
  - CZW World Junior Heavyweight Championship (1x)
  - Best of the Best X (2011)
- Dreams Fighting Entertainment/World Wrestling League
  - DFE Openweight Championship/WWL Heavyweight Championship (1x)
- Eastern Wrestling Alliance
  - EWA Cruiserweight Championship (1x)
- Ground Breaking Wrestling
  - Battle of Gettysburg (2009)
- International Wrestling Cartel
  - IWC Super Indy Championship (1x)
  - Super Indy 16 (2017)
- Maryland Championship Wrestling
  - MCW Rage Television Championship (2x)
  - Shane Shamrock Memorial Cup (2012)
- New Horizon Pro Wrestling
  - NHPW Art of Fighting Championship (1x)
- Premiere Wrestling Xperience
  - PWX Heavyweight Championship (1x)
- Preston City Wrestling
  - PCW Cruiserweight Championship (1x)
- Pro Wrestling Guerrilla
  - PWG World Championship (1x)
  - Battle of Los Angeles (2012)
- Pro Wrestling Illustrated
  - Feud of the Year (2019) vs. Johnny Gargano
  - Wrestler of the Year (2019)
  - Ranked No. 2 of the top 500 singles wrestlers in the PWI 500 in 2020
- Pro Wrestling World-1
  - World-1 North American Championship (1x)
  - Shinya Hashimoto Memorial Cup (2010)
- Real Championship Wrestling
  - RCW Cruiserweight Championship (1x)
  - RCW Tag Team Championship (1x) – s Devonem Moorem
- Ring of Honor
  - ROH World Championship (3x)
  - ROH World Television Championship (1x)
  - ROH World Tag Team Championship (1x) – s MJF
  - Eighth ROH Triple Crown Champion
  - ROH World Championship Tournament (2013)
  - ROH World Tag Team Championship No. 1 Contender Lottery Tournament (2011) – s Kylem O'Reillym
  - Survival of the Fittest (2014)
- SoCal Uncensored
  - Match of the Year (2012) s Kyle O'Reilly vs. Super Smash Bros. (Player Uno and Stupefied) and The Young Bucks on July 21
  - Match of the Year (2016) s The Young Bucks (Matt Jackson and Nick Jackson) vs. Matt Sydal, Ricochet a Will Ospreay on September 3
  - Wrestler of the Year (2013)
- Sports Illustrated
  - Ranked No. 2 of the top 10 male wrestlers in 2019
- WrestleCircus
  - Big Top Tag Team Championship (1x) – s Britt Baker
- Wrestling Observer Newsletter
  - Rookie of the Year (2010)
  - Feud of the Year (2019) vs. Johnny Gargano
  - Worst Feud of the Year (2023) as "The Devil" vs. MJF
  - Worst Gimmick (2023) as "The Devil"
- WXW C4
  - WXW C4 Hybrid Championship (1x)
- WWE
  - NXT Championship (1x)
  - NXT North American Championship (1x)
  - NXT Tag Team Championship (1x) – s Roderickem Strongem, Bobby Fishem a Kylem O'Reillym
  - Second NXT Triple Crown Champion
  - Dusty Rhodes Tag Team Classic (2018) – s Kylem O'Reillym
  - NXT Year-End Award (7x)
    - Male Competitor of the Year (2019, 2020)
    - Overall Competitor of the Year (2019)
    - Match of The Year (2019) Two out of three falls match vs. Johnny Gargano at NXT TakeOver: New York
    - Rivalry of the Year (2019, 2020) vs. Johnny Gargano, vs. Pat McAfee
    - Tag Team of the Year (2020) – s Roderickem Strongem, Bobbym Fishem a Kylem O'Reillym

  - Bumpy Award (1x)
    - Rivalry of the Half-Year (2021) – vs Kyle O'Reilly